# Ishmael ben Elisha ha-Kohen
Ishmael ben Elisha ha-Kohen (in ebraico רבי ישמעאל בן אלישע כהן גדול‎?, "Rabbi Ishmael ben Elisha Kohen Gadol", lett. "Rabbi Ishmael ben (figlio di) Elisha [il] Kohen Gadol (Sommo Sacerdote)"; a volte in breve Ishmael ha-Kohen, lett. "Ishmael il Sacerdote") (... – Israele, ...; fl. I secolo) è stato un rabbino ebreo antico, saggio Tanna, uno dei rinomati capi della prima generazione tannaitica.
Suo padre era stato Sommo Sacerdote (ebraico:Kohen Gadol) del Secondo Tempio di Gerusalemme. Ishmael ha-Kohen fu uno dei dieci martiri ebraici e fu ucciso dai romani insieme a Shimon ben Gamliel.
La tomba di Ishmael ben Elisha ha-Kohen si trova nel villaggio druso di Sajur in Galilea.